# Vitor Cafaggi
Vitor Mariano Lopes Cafaggi (Belo Horizonte, 23 de março de 1978) é um quadrinista brasileiro.
Graduou-se em Desenho Industrial pela Universidade do Estado de Minas Gerais, em 2002. É professor da Casa dos Quadrinhos.
Criou a webcomic Puny Parker, em que imagina a infância do personagem Peter Parker. Criou também a tira Valente, publicada pelo jornal O Globo. Sua primeira publicação independente, Duo.tone, e a coletânea de tiras Valente para sempre, ambas de 2012, renderam ao autor o Troféu HQ Mix de 2012, na categoria Novo Talento (Roteirista). No ano seguinte, foi o vencedor na categoria Publicação de Tiras, com Valente para todas.
Participou dos álbuns Pequenos Heróis (2010) e Futuros Heróis (2013) de Estevão Ribeiro (com roteiros de Estevão Ribeiro) e MSP 50, em que recriou o personagem Chico Bento. Em 2013, criou em parceria com a irmã, Lu Cafaggi, o álbum Turma da Mônica: Laços. Segundo volume da série Graphic MSP, a história é uma visão dos dois irmãos sobre os personagens da Turma da Mônica.
Também em 2013, Valente foi apresentado em forma de leitura encenada no projeto Cena HQ, em Curitiba.
Em 2015, Vitor e Lu publicaram uma sequência de Turma da Mônica: Laços, Turma da Mônica: Lições,  o livro ganhou o 28º Troféu HQ Mix na categoria "melhor publicação juvenil". Em 2017, foi lançada mais uma sequência, Turma da Mônica: Lembranças. Em 2019, a Turma da Mônica: Laços foi adaptada um filme live-action de mesmo nome. Em dezembro de 2020, durante uma live para Comic Con Experience, foi anunciada uma graphic novel do Franjinha, escrita e desenhada por Vitor Cafaggi.